# Kyogle
Kyogle är en ort i Australien. Den ligger i kommunen Kyogle och delstaten New South Wales, i den sydöstra delen av landet, omkring 610 kilometer norr om delstatshuvudstaden Sydney. Antalet invånare är 2 156.
Runt Kyogle är det mycket glesbefolkat, med 2 invånare per kvadratkilometer.. Kyogle är det största samhället i trakten. 
I omgivningarna runt Kyogle växer i huvudsak städsegrön lövskog. Genomsnittlig årsnederbörd är 1 776 millimeter. Den regnigaste månaden är januari, med i genomsnitt 298 mm nederbörd, och den torraste är oktober, med 39 mm nederbörd.